# گاهشمار تاریخ گیلان
این گاهشماری است از تاریخ گیلان.

## آغاز تا قرن سوم قمری
- ۲۲ قمری / ۶۴۲ میلادی: درگذشت گیلانشاه بن فیروز و رسیدن گیل گیلانشاه به رهبری سپاه گیل و دیلم و تأسیس پادشاهی گاوباریان[۱]
- ۱۷۵–۱۷۶ قمری / ۷۹۱ میلادی: یحیی بن عبدالله کامل از سادات حسنی نخستین شیعه زیدی بود[۲] که به دعوت جستان یکم پادشاه جستانی به دیلم رفت و یک سال بعد جنبش خود علیه هارون الرشید را با حمایت او آغاز کرد.[۳]
- ۱۸۹ قمری / ۸۰۵ میلادی: مرزبان بن جستان، فرمانروای جستانی و پسر جستان یکم، در ری به خدمت هارون الرشید که در آنجا توقف کرده بود رسید.[۲][۴]
- ۲۵۰ قمری: به قدرت رسیدن حسن بن زید، داعی کبیر، و تأسیس اولین دولت علوی. او بخشهایی از دیلمان را تصرف کرد.[۲][۵]
- ۲۵۱ قمری: جستان بن وهسودان، جستان سوم، مشهورترین فرمانروای جستانی، به قدرت رسید.[۲][۳]
- ۲۵۴ قمری / ۸۶۸ میلادی: جستان به همراه نمایندگان حسن بن زید به ری یورش برد و آنجا را به نام او فتح کرد.[۲]
- ۲۷۰ قمری: مرگ داعی کبیر و به قدرت رسیدن محمد بن زید داعی الی الحق برادر داعی کبیر. جستان با او بیعت کرد.[۵]
- ۲۷۷–۲۸۷ قمری/ ۸۹۰–۸۹۱ میلادی: رافع بن هرثمه که در خراسان به قدرت رسیده بود بیشتر دیلم را دچار تاخت و تاز خود کرد و با جستان توافق کرد داعی را نگه دارد، خزانه او را به رافع بدهد، اما از محمد حمایت نکند.[۲][۳]
- ۲۸۲ قمری: با اتحاد داعی و رافع بن هرثمه تمام گیلان و طبرستان در قلمروی داعی قرار گرفت. این اتحاد به افول جستانیان انجامید.[۲]
- ۲۸۷ قمری: داعی الی الحق در نبرد با محمد بن هارون سردار سامانی کشته شد و سامانیان دیلمستان و طبرستان را فتح کردند.[۲]
- ۲۸۷ قمری: قیام ناصر للحق الاطروش معروف به ناصر کبیر در طبرستان.[۵] ناصر کبیر پایه‌گذاری حکومت سادات در گیلان و مازندران بود[۶] و با ساختن مساجد و گرواندن مردم در دیلم به اسلام فعالیت‌های تبلیغی کرد که به اصطکاک با جستانیان انجامید و جنگ‌هایی بین آنان درگرفت.[۳]

## قرن چهارم و پنجم
- ۳۰۱ قمری / ۹۱۳–۹۱۴ میلادی:. وایکینگ‌های روس موفق شدند از طریق دریا به گیلان لشکرکشی کنند.[۷]
- ۳۰۱ تا ۳۰۴ قمری: جستان سوم پس از پنجاه سال حکومت درگذشت.[۲][۴]
- ۳۰۴ قمری: ناصر الحق اطروش درگذشت و سران دیلمی حسن بن قاسم، داعی صغیر، را از گیلان به آمل فراخواندند و او به حکومت و جانشینی اطرش رسید.[۵][۸]
- ۳۰۶ قمری: ابوالقاسم جعفر پسر اطروش به کمک سپاهیان سامانی به داعی صغیر حمله کرد و طبرستان را فتح کرد. برادر ابوالقاسم، عبدالحسین احمد نیز به او پیوست. داعی به اسپهبد محمد بن شهریار قارنوندی پناه برد ولی او داعی را دستگیر و تحویل علی بن وهسودان جستانی نایب خلیفه عباسی در ری داد که او داعی را در قلعه الموت زندانی کرد.[۸]
- ۳۰۷ قمری: با مرگ علی بن وهسودان داعی به گیلان رفت و به آمل، ساری و استرآباد حمله کرد و جعفر و احمد را شکست داد. او احمد را در حکومت شریک کرد ولی جعفر به گیلان گریخت.[۸]
- ۳۰۹ قمری/ ۹۲۱ میلادی: لیلی بن نعمان دومین پادشاه پادشاهی گیل و فرمانده لشکریان داعی[۸] به سرزمین‌های تحت فرمانروایی سامانیان حمله کرد و دامغان، نیشابور و مرو را فتح کرد. او سرانجام توسط ارتش سامانی به رهبری ابوالفضل بلعمی و سیمجور دواتی شکست خورد و کشته شد. هروسندان، که یک گیلکی از قبیله‌ای دیگر بود، جانشین او شد.[۹][۱۰]
- ۳۱۰ قمری: جعفر در گیلان سپاهی جمع کرد و یک سال بعد با حمایت ماکان کاکی و اسفار بن شیرویه سرداران گیل و دیلم به همراه برادرش احمد که به او پیوسته بود به آمل حمله کرده و داعی صغیر را شکست دادند.[۸]
- ۳۱۶ قمری: به قتل رسیدن داعی صغیر توسط مرداویز زیاری و پایان حکومت یکپارچه زیدیان در طبرستان، گیلان و دیلمان[۵][۸]
- ۳۲۰ قمری: ابوالفضل جعفر بن محمد ملقب به الثائر فی الله، نوه دختری اطروش و نوه پسری برادر او، یک سلسله محلی علوی را در هوسم بنیاد نهاد.[۵][۱۱] او بین سال‌های ۳۳۷ تا ۳۴۱، سه بار آمل را اشغال کرد.[۱۲]
- ۳۵۰ قمری:ثائر درگذشت و در میانده به خاک سپرده شد. جانشین او پسرش ابوالحسین مهدی القائم بالحق مدت کوتاهی بعد از او در اثر ابتلا به آبله مرغان درگذشت. برادرش ابوالقاسم حسین الثائر جانشین او شد که توسط لنگر پسر وشمگیر زیاری دستگیر و نیمه کور شد.[۵][۱۱]
- ۳۵۳ قمری: ابوعبدالله مهدی محمد بن حسن بن قاسم پسر داعی صغیر دعوت ماناذر پادشاه جستانی را پذیرفت، و در بین دیلمیان و گیلیان ادعای امامت زیدی کرد.[۱۳]
- ۳۵۸ قمری: ابومحمد حسن امیرکا، پسر سوم ابوالفضل الثائر، مهدی را دستگیر کرد، ولی پس از چند ماه به اجبار ماناذر و دیگر دیلمیان او را رها کرد.[۱۳]
- ۳۶۰ قمری: مهدی درگذشت و در هوسم به خاک سپرده شد.
- ۳۶۴ قمری: ابوالحسن علی پسر حسین الثائر، ابومحمد ناصری که پدرش را کشته بود را از هوسم بیرون کرد و با به رسمیت شناختن سروری زیاریان تا ۳۶۹ در آنجا حکومت کرد.[۱۳]
- ۳۸۰ قمری: قیام مؤید بالله احمد در شرق گیلان و ادعای امامت زیدی.[۵]
- ۴۰۰ قمری: مؤید با حمایت کیا ابوالفضل و استندار رویان، سعی کرد آمل را از چنگ یک ناصری که به نام قابوس زیاری بر آن حکومت می‌کرد خارج سازد که شکست خورد و استندار سیادت زیاری را به رسمیت شناخت.[۱۳]
- ۴۱۱ قمری: مرگ مؤید بالله و رسیدن برادرش ابوطالب یحیی ناطق بالله به امامت زیدیه.[۱۴]
- ۴۱۷ قمری: احمد بن ابی هاشم مانکدیم با اختیار کردن عنوان حکومتی المستظهر بالله در لنگا به حکومت رسید ولی چندان دوام نیاورد.[۱۳]
- ۴۳۰ قمری: ابوالحسن علی بن جعفر حقینی با عنوان المهدی لدین الله در میان دیلمیان قاسمی به عنوان امام به رسمیت شناخته شد. او بیش از ۱۰ سال حکومت کرد و در دهه ۴۴۰ کشته و در لنگا به خاک سپرده شد.[۱۳][۱۵]
- ۴۳۲ قمری: علمای ناصری هوسم با حسین بن جعفر ناصر بیعت کردند. از آنجا که در دانش او در مورد مسایل دینی کاستی‌هایی وجود داشت، مخفیانه پیش از بیعت به او تعلیم دادند. قلمروی او نهایتاً از خانکجا در سفیدرود تا مرزهای طبرستان امتداد یافت و استنداریه (رویان) و قلعه الموت را در بر می‌گرفت. او با دختر اسپهبد باوندی حاکم طبرستان وصلت کرد که هر ماه برای او یک محموله کالا و یک دختر کنیز می‌فرستاد.[۱۳][۱۶]
- ۴۷۲ قمری: حسین ناصر درگذشت و در هوسم به خاک سپرده شد. پس از او،[۱۳] هادی حقینی، پسر مهدی لدین الله، و از علمای زیدی قاسمی در دیلم و رستمدار در میان قاسمیه ادعای امامت کرد.[۵] او به تفاهم مشترکی با رقیبش دست یافت که در میان زیدیان ناصری گیلان فعال بود. با حمله ترکان سلجوقی او مجبور به مصادره اموال حامیان دیلمیش شد.[۱۵]
- ۴۹۰ قمری: هادی حقینی که دشمن متعصب اسماعیلیان بود به دست یک آدم‌کش اسماعیلی نزاری اهل الموت در کاجو در رویان کشته شد.[۱۵][۱۶] همزمان با او ابوالرضی کیسمی از نوادگان ناصر اطروش بدون ادعای امامت زیدیه به عنوان جانشین حسین ناصر در هوسم حکمرانی می‌کرد و پس از مرگ حقینی او خود ادعای امامت کرد، خواستار به رسمیت شناخته شدن خود در میان زیدیه در سراسر گیلان و دیلمان شد و رهبری همه مناطق دیلم و گیلان تا مرزهای مازندران به او رسید ولی زیاد دوام نیاورد[۵][۱۶] و در کیسم به خاک سپرده شد.[۱۳]

## قرن ششم و هفتم
- ۵۰۲ قمری: ابوطالب اخیر یحیی بن احمد نتیجه مؤید بالله به رهبری زیدیه گیلان و دیلم رسید. لاهیجان در حال صعود و جایگزینی هوسم به عنوان شهر اصلی شرق گیلان بود و جایگاه امرای ثائری شده بود. ابوطالب این شهر را تسخیر کرد و آتش زد. بیشتر با اسماعیلیان جنگید و سی و هشت تا از قلاع آنان را تسخیر کرد و الموت را محاصره کرد.[۱۳][۱۶] حسن گرگانی زیدی اهل گرگان او را به چالش کشید و لاهیجان و هوسم را تصرف کرد و با او در حال کشمکش بود.[۱۳]
- ۵۱۱ قمری: ابوطالب دعوت به تابعیت از خود را به یمن ارسال کرد و امیر محسن بن حسن او را به عنوان امام به رسمیت شناخت و نایب او در صعده شد.[۱۳]
- ۵۲۰ قمری: ابوطالب اخیر در تنهیجان درگذشت[۱۳] و شریف حسن گرگانی رهبری زیدیه را عهده‌دار شد؛ ولی وقتی با امید کسب حمایت به تنهیجان رفت مردم او را دستگیر و پس از مشورت با رهبران گیل و دیلم اعدام کردند.[۵]
- ۵۲۶ قمری: ابوهاشم کیا جرجانی، داعی زیدی و حاکم دیلم از اسماعیلیان شکست خورد و کشته شد. اسماعیلیان دیگر این منطقه را در اختیار داشتند.[۵][۱۶]
- ۵۴۴ قمری: تا این زمان امامت زیدی در گیلان مدعی دیگری نیافت تا این که سید اشرف بن زید که خارجی بود در لاهیجان ظاهر شد و ادعای رهبری کرد. ابتدا با اقبال عمومی مواجه شد ولی بعدتر یکی از علمای زیدی در صلاحیت او تردید کرد و او حمایت را از دست داد.[۵]
- ۵۶۰: علی بن محمد غزنوی، از حسنی‌های غزنه، در گیلان به پاخاست و خواستار کسب حمایت برای اعاده عدالت و اخلاق بر پایه شریعت زیدی شد ولی ادعای امامت نکرد. مدت کوتاهی بعد علوی دیگری از طبرستان به نام محمد بن اسماعیل داوودی حسنی ادعای امامت کرد. این دو گروه یکدیگر را محکوم می‌کردند و زیدیان گیلان به دو گروه پیرامون آنها تقسیم شدند. این کشمکش سه دهه تا مرگ آنها ادامه یافت و به جنبش زیدی در گیلان صدمه شدیدی وارد کرد.[۱۳]
- ۶۰۵ قمری: المنصور بالله عبدالله بن حمزه امام یمنی در میان زیدیان گیلان به رسمیت شناخته شد.[۱۳]
- ۶۴۷ قمری: محمد بن قاسم بن محمد بن نصیر و محمد بن اسعد دو داعی ارسال شده از سوی امام زیدی یمن در شمال ایران درگذشتند.[۱۷]
- ۶۴۷ قمری: سید خورکیا لاهیجانی از شخصیت‌های مطرح قرن هفتم گیلان کشته شد.[۱۷]
- ۶۶۳ قمری: محمد بن حیدر بن محمد حسنی در رجب این سال دعوت به امامت زیدی کرد. او در سال ۶۶۷ درگذشت و در تنهیجان در کنار پسرش که او نیز دعوی امامت کرده بود مدفون است.[۱۷]
- ۶۷۷ قمری: یحیی بن ملک داد بن محمد امام زیدی از نسل داعی محمد بن زید درگذشت.[۱۷]
- ۶۷۴ قمری: متوکل الله مطهر بن یحیی امام زیدی یمن پیام آورانی به گیلان و دیلمان فرستاد و از سوی علمای آنجا به رسمیت شناخته شد.[۱۳]

## قرن هشتم تا یازدهم
- ۷۰۶ قمری: الجایتو ایلخان مغول در ذوالقعده این سال (مه ۱۳۰۷ میلادی)[۱۸] کارزار بزرگی را برای مطیع کردن گیلان انجام داد. مغولها تلفات بسیاری دادند، و الجایتو فقط به به رسمیت شناخته شدن ظاهری سلطه‌اش دست یافت.[۹]
- ۷۷۰ قمری: سید علی کیا با حمایت مرعشیان قدرت را در بیه پیش در دست گرفت و حکومت کیاییان را بنیاد نهاد.[۱۹]
- ۹۳۳ قمری: سلطان احمد خان کیا به همراه بیشتر اتباع زیدی خود به تشیع دوازده امامی گرویدند.[۱۳]
- ۱۰۰۰ قمری: لشکرکشی فرهاد خان قرامانلو به فرمان شاه عباس صفوی و سرنگویی خان احمد خان. پایان حکومت کیایی و ضمیمه شدن گیلان به حکومت صفوی.[۱۹]
- ۱۰۰۲ قمری: قیام‌های متعددی پس از تسخیر گیلان رخ داد که با وحشیگری معمول قزلباشان سرکوب شدند، از جمله قیام طالشه کولی، قیام حمزه خان تالشی، و قیام علی بیگ خان فومنی حاکم بیه پس.[۲۰]
- ۱۰۳۸ قمری: شورش غریب شاه گیلانی در آغاز سلطنت شاه صفی در لشت نشا رخ داد و سرکوب شد.[۲۱]

## قرن دوازدهم تا کنون

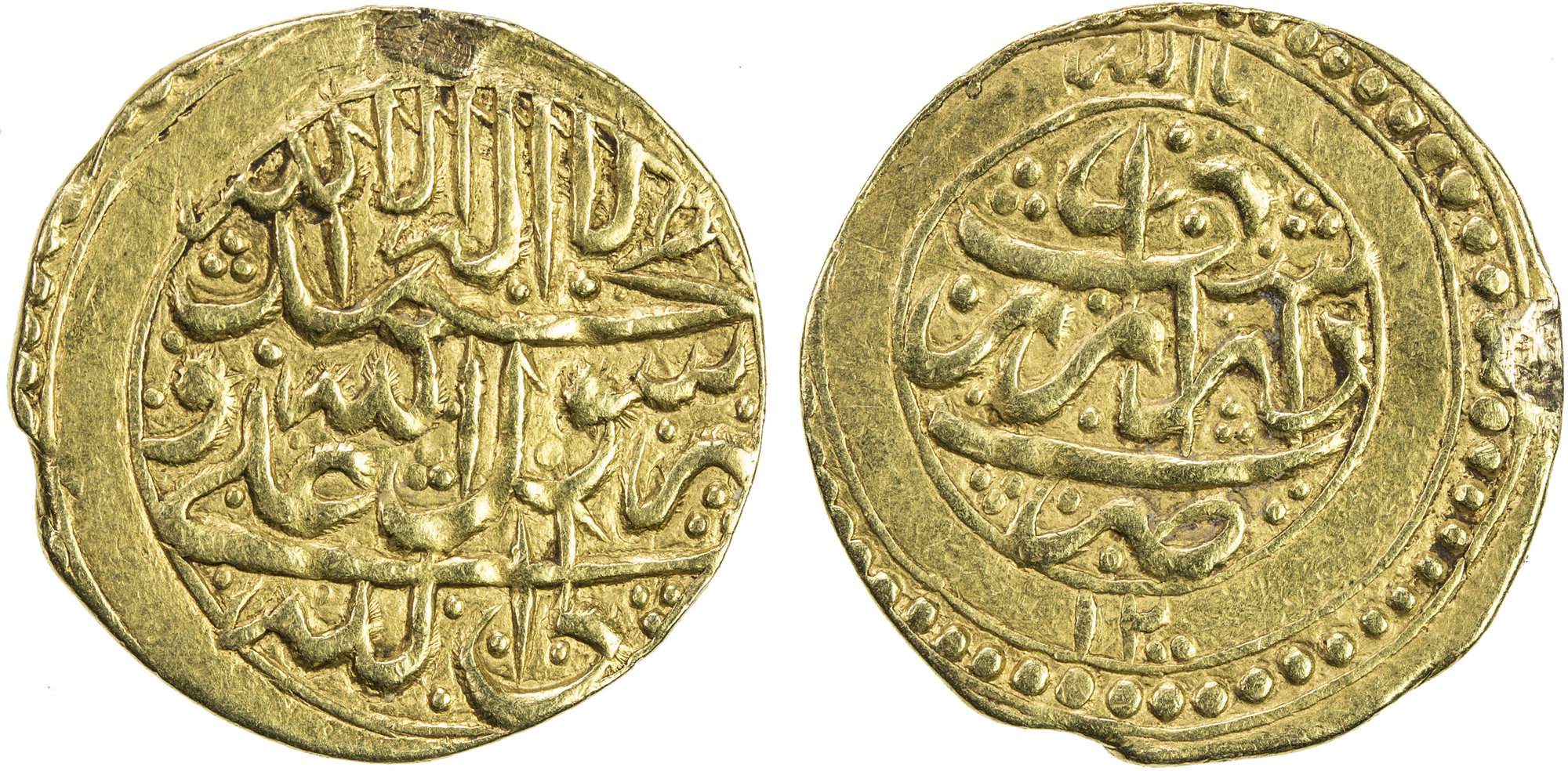

- ۱۱۳۵ قمری/ ۱۷۲۲ میلادی: پتر کبیر تزار روسیه به گیلان لشکرکشی و آن را تصرف کرد.[۲۲]
- ۱۷۲۳ میلادی: شاه طهماسب دوم با انعقاد پیمان سن پترزبورگ با روسیه، گیلان را به روسیه واگذار کرد و پتر کبیر ژنرال لواشف را به حکومت گیلان منصوب کرد.[۲۲]
- ۱۷۲۷ میلادی: حاکم روس، نیروهای افغان اشرف را که در گیلان پیشروی کرده بودند شکست داد و با محمد صیدال خان فرمانده افغانها مذاکره کرد، که منجر به توافقی بین صیدال و لواشف در فوریه ۱۷۲۹ در رشت شد. بنا بر مفاد آن، اشرف حکمرانی رودبار را به داد و در عوض روسیه حق حکمرانی او بر ایران را به رسمیت شناخت؛ ولی پس از این که نادر به سوی اصفهان پیش رفت و اشرف را مجبور کرد از پایتخت بگریزد معاهده بی‌ارزش شد. اشرف در راهش به سمت قندهار کشته شد.[۲۲]
- ۱۷۳۲: با انعقاد عهدنامه رشت روسیه گیلان را به ایران بازگرداند. نیروهای روسیه در سال ۱۷۳۴ گیلان را ترک کردند.[۲۲]
- ۱۱۵۶ قمری/ ۱۷۴۳ میلادی: جان التون انگلیسی در تلاش برای ایجاد نیروی دریایی ایران در دریای خزر به فرمان نادر شاه، یک کشتی در لنگرود ساخت.[۲۳]
- ۱۱۸۱ قمری/ ۱۷۶۷ میلادی: امیر هدایت الله خان فومنی از سوی کریمخان زند به حکومت گیلان منصوب شد.[۲۲]
- ۱۲۰۰ قمری: شکست هدایت الله خان در پی حمله سپاه آغا محمد خان قاجار به فرماندهی مصطفی خان دولو.[۲۲]
- ۱۲۱۹ قمری/ ۱۸۰۴ میلادی: میرزا موسی منجم‌باشی به حکومت گیلان منصوب شد و تا ۱۲۳۰/ ۱۸۱۵ م بر این سمت بود. او در مه ۱۸۰۵ موفق شد جلوی پیشروی دسته‌ای از قشون روسی به سمت رشت را بگیرد.[۲۴][۲۵]
- ۲۳ ربیع‌الاول ۱۲۳۰ / فوریه ۱۸۱۵ میلادی: خسروخان گرجی پس از میرزا موسی منجم باشی به حکومت گیلان منصوب شد. بازار رشت و راه‌های ایالتی را بهبود داد و از دهقانان و صنعتگران حمایت کرد.[۲۶]

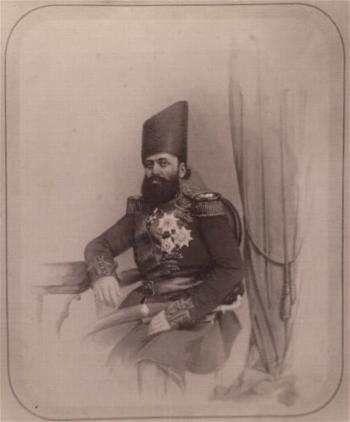
محمدقاسم خان والی حاکم گیلان، ۱۸۶۲–۱۸۶۶ میلادی

- رمضان ۱۲۳۴ / ژوییه ۱۸۱۹: شورشی علیه خسروخان توسط افراد سرشناس و زمینداران که منافع شان با شیوه حکومت داری او به خطر افتاده بود سازمان یافت که موجب برکناری او شد. سپس فتحعلی شاه محمدرضا میرزا را به عنوان حاکم و آقا بزرگ منجم باشی را به عنوان وزیر منصوب کرد.[۲۴]
- ۱۲۴۶ قمری/ ۱۸۳۰ میلادی: یحیی میرزا به عنوان حاکم و منوچهرخان معتمدالدوله به عنوان وزیر جایگزین محمدرضا میرزا شد.[۲۴]
- ۱۲۴۷ قمری: ابتدای حکمرانی آن دو مصادف با یک طاعون شدید شد که نصف جمعیت رشت که در آن زمان ۴۰ هزار بود را قربانی کرد.[۲۴][۲۷][۲۸]
- ۱۲۶۷ قمری / ۱۸۵۱ میلادی: مالیات‌های زیاد باعث خیزش مردمی شد و شورشی‌ها خانه حاکم، عیسی خان والی عموی شاه، را به یغما بردند.[۲۴]
- ۱۲۶۷ قمری/ ۱۸۵۳ میلادی: امیر اصلان خان عمیدالملک به عنوان حاکم جایگزین برادرش عیسی خان شد و تا ۱۲۶۷ قمری/ ۱۸۵۷ حکومت کرد.[۲۴]
- ۱۲۷۶ قمری / ۱۸۵۷: اردشیر میرزا رکن الدوله، پسر عباس میرزای ولیعهد، جایگزین عمیدالملک شد.[۲۴]
- محرم ۱۲۷۸/ ژوئیه ۱۸۶۱ شورش شدید در رشت درگرفت که بیش از ۴۰۰ کشته برجای گذاشت. شورش از جنگ سالیانه حیدری نعمتی در جریان عزاداری شهادت امام حسین آغاز شد. خانه‌های بسیاری آتش گرفت و زنانی مورد تعدی قرار گرفتند.[۲۴]
- اوت ۱۸۶۱، محمودخان قراگوزلو ناصرالملک به حکومت منصوب شد و یک سال بعد با محمدقاسم خان والی جایگزین شد.[۲۴]
- ۱۲۸۳ قمری/ ۱۸۶۶ میلادی: عمیدالملک جایگزین قاسم خان شد.[۲۴]
- ۱۲۸۶ قمری / ۱۸۶۹ میلادی: طمع بسیار عمیدالملک و مالیات‌گیری سنگین باعث شورش بزرگی در تالش شد.[۲۴]
- ذوالقعده ۱۲۸۶/ فوریه ۱۸۷۰: ناصر الدین شاه از گیلان بازدید کرد و سعی کرد با کاهش مالیات اوضاع را بهبود دهد، او همچنین امور گیلان را به وزیر امور خارجه، میرزا سعید خان محول کرد که در عوض دستیارانش را به عنوان قائم مقام حاکم به ایالت فرستاد. آن‌ها فقط دو سال فعالیت کردند.[۲۴]
- محرم ۱۲۸۹/مارس ۱۸۷۲ میلادی: شورش شدید دیگری در طالش دولاب و شوروش دیگری در انزلی درگرفت.[۲۴]
- ۱۸۷۳ میلادی: ناصرالدین شاه بر سر راهش به اروپا گیلان را به یحیی خان معتمد الملک سپرد. او عبدالرسول خان را به عنوان قائم مقام حاکم منصوب کرد.[۲۴]
- ۱۸۷۴ میلادی: ناآرامی‌های بیشتری در این ایالت رخ داد و حاکم میرزا مهدی خان منجم باشی لنگرودی را به عنوان قائم مقام جدید حاکم منصوب کرد و شمار زیادی از سران ایلی تالش را زندانی کرد.[۲۴]
- ۱۲۹۲ قمری/ ۱۸۷۵ میلادی: ناصرالملک دوباره به حکومت گیلان منصوب شد و تا تابستان ۱۸۷۷ این منصب را در اختیار داشت.[۲۴]
- تابستان ۱۸۷۷: طاعون دیگری شیوع پیدا کرد که این بار شدتش ملایم بود و در حدود چهار هزار تلفات بر جای گذاشت. ناآرامی‌ها و شورش‌های جدیدی در تالش و لاهیجان درگرفت.[۲۴]
- ۱۸۷۸ میلادی: شاه خود به گیلان آمد و شماری از سران شورشی ایلات تالش را زندانی کرد و به تهران فرستاد.[۲۴]
- ۱۲۹۶ قمری/ ۱۸۷۹ میلادی: گیلان به کامران میرزا نایب السلطنه (پسر محبوب شاه، حاکم تهران و وزیر جنگ) سپرده شد که تا ۱۳۰۵ قمری/ ۱۸۸۸ میلادی ادامه یافت. او در این سال عبدالله خان والی را به حکومت گیلان منصوب کرد.[۲۴]
- ۱۳۰۱ قمری / ۱۸۸۴ میلادی: اعمال مالیات شدید توسط حاکم منجر به شورش‌های جدید شد و برادر او فضل‌الله خان حاکم لاهیجان توسط انبوه خشمگین مردم کشته شد. سپس احمد خان مشیر السلطنه به حکومت گیلان منصوب شد. او یک سال بعد که آتش بخش بزرگی از شهر رشت را نابود کرد به تهران برگشت.[۲۴]
- ۱۳۰۹ قمری / ۱۸۹۲ میلادی: شیوع وبا در تابستان ۱۲۰۰۰ کشته برجای گذاشت.[۲۴]
- ۱۳۱۳ قمری / ۱۸۹۵ میلادی: احداث راه رشت - قزوین توسط روس‌ها آغاز شد.[۲۴]
- آبان ۱۲۸۵ شمسی/ ۲۱ نوامبر ۱۹۰۶: اعتراض ۳۰۰۰ ماهیگیر در انزلی که خواهان کنترل کامل بر صید خود بودند. نمایندگان آنان موفق شدند حیطه قدرت صیادی‌های لیانازوف و اداره گمرگ که بر صادرات ماهی نظارت داشت را محدود کنند.[۲۹]
- ۱۳۶۹ شمسی: زلزله ای در رودبار و منجیل باعث خسارات فراوان و کشته شدن ۳۵٬۰۰۰ نفر و زخمی شدن ۶۰٬۰۰۰ نفر شد.
- ۱۳۹۸ شمسی: بیماری کوروناویروس ۲۰۱۹ در گیلان شیوع پیدا کرد و این استان تبدیل به یکی از کانون‌های این بیماری شد.[۳۰]
- ۱۴۰۴ شمسی: حمله اسرائیل به خانه‌ای در آستانه اشرفیه در خلال جنگ ایران و اسرائیل منجر به کشته شدن ۱۶ نفر شد.[۳۱][۳۲]